# Patinaje Artístico en los Juegos Suramericanos de 2014: Individual Masculino
La prueba de Individual Masculino de Patinaje Artístico en Santiago 2014 se llevó a cabo en la Cancha de Patinaje del Estadio Nacional. Se celebró entre los días 10 y 11 de marzo, donde el primer día se llevó a cabo el programa corto y el segundo día el programa largo. Participaron 5 patinadores.

## Resultados
| #                 | País      | Patinador              | Programa Corto | Programa Largo | Total |
| ----------------- | --------- | ---------------------- | -------------- | -------------- | ----- |
| Medalla de oro    | Brasil    | Gustavo Casado         | 119.9          | 402.9          | 522.8 |
| Medalla de plata  | Argentina | Juan Francisco Sánchez | 116.4          | 346.5          | 462.9 |
| Medalla de bronce | Colombia  | Diego Duque            | 110.3          | 338.7          | 449.0 |
| 4                 | Chile     | Jose Luis Díaz         | 106.2          | 316.5          | 422.7 |
| 5                 | Paraguay  | Victor López           | 102.8          | 310.2          | 413.0 |